# Notogaster
Notogaster – tarczka przykrywająca hysterosomę u roztoczy z grupy mechowców.
Notogaster przykrywa grzbietową i boczne strony hysterosomy. Może mieć kształt półkolisty, wydłużony, stożkowaty, prostokątny czy spłaszczony grzbietobrzusznie. 
Na notogaster leżą szczeciny notogastralne, których pierwotnie jest 16 par. U wielu gatunków znajdują się tam również pola porowate o funkcji oddechowej i wydzielniczej. U niektórych mechowców na notogaster występują fotoreceptory w postaci lenticulusów. U niektórych Oppioidea obecne są na nim listewkowate crista. Damaeoidea mają na jego przedniej krawędzi wyrostki zwane spinae adnatae. U wielu wyższych mechowców przednio-bocznie do notogaster leżą pteromorfy.
Z przodu od notogaster leży prodorsum (tarczka proterosomy), oddzielone od niego bruzdą dorsosejugalną. U form dichoidalnych tarczki te łączą się ruchomo, a u form holoidalnych nieruchomo, wskutek silnej sklerotyzacji bruzdy. U Brachypylina Notogaster oddzielony jest od tarczki wentralnej przez circumgastric scissure.